# 大子那須楮
大子那須楮（だいごなすこうぞ）とは、茨城県久慈郡大子町において生産されている楮のことをよぶ。繊維が細く短く艶のある和紙を漉くことができる。
大子町は、和紙の原料である楮の栽培が古くから行われており、江戸時代には徳川光圀により植栽が奨励され、地域の特産品として知られていた。大子産の楮は、流通経路の関係から「那須楮」と呼ばれ、明治から昭和にかけて多くの生産量を誇ったが、近年は洋紙の普及や海外からの輸入楮等により、生産量は減少の一途をたどっている。また、楮生産農家の高齢化等の問題により楮の生産は危機的な状況にある。
しかし、高品質な大子産の楮は、和紙の中でも最高級のものに使用され、ユネスコ無形文化遺産に選ばれている岐阜県の本美濃紙や福井県の越前奉書は、大子産の楮のみを使用している。
楮生産農家の後継者育成，計画的な植栽や管理，表皮取り加工などの技術の伝承，そして和紙産地への安定供給など多くの課題を克服することを目的に「大子那須楮保存会」が2016年（平成28年）11月14日に設立された。設立総会には、全国手すき和紙連合会会長・五十嵐康三、本美濃紙保存会長・澤村正、人間国宝の九代岩野市兵衛などが参加し、設立趣意書の立会人となった。この設立総会にて、名称を「那須楮」より「大子那須楮」と正式に決定した。
出荷において「大子那須楮」の荷札を付けて産地証明を行うとともにブランド化を図っている。また、越前和紙や美濃和紙などと連携し、楮農家や表皮とり技術者の育成も行っている。